# 村上健
村上健（むらかみ たけし、1964年12月22日 - ）は、日本のオセロ選手。オセロ九段。麻布学園英語科教師。

## 経歴
東京都立国立高等学校よりアメリカ、テキサス州へ留学。慶應義塾大学文学部英米文学科卒業。1988年に麻布学園へ赴任、同校でオセロ部を創設して顧問に就任。1996年5月に結婚。
1993年5月、ある海外のコンピュータ雑誌に掲載された「オセロ選手は負けることが分かっているから、コンピュータオセロとの対戦をしない」とする記事を読み、日本人チャンピオンが誰も挑戦の打診を受けていなかったことから、「日本人を人間に含めないあなたの態度を不愉快に思った。私はいつでも誰の挑戦でも受ける用意がある」と皮肉を込めて反論する手紙を送る。その記事を書いた教授の返事には「あなたの勇気に敬意を表する」としつつも、「アフリカのとある部族がハイジャンプで3メートル飛べると主張しているのに似ている。彼がオリンピックに来て、実際にその技を見せない限り、それが不可能だと周りの人が判断しても責められないだろう」とあり、日本人がオセロの世界選手権で圧倒していることを知らない文面であった。その教授が作ったコンピュータオセロと対戦の話が持ち上がったが、結局流れている。
1995年、前述の手紙で反論した件を知ったマイケル・ブロからコンピュータオセロとの対戦するかどうか聞かれ、彼やNEC北米研究所が開発した「ロジステロ」と対戦が翌年決定。1997年8月、世界チャンピオンだった当時にアメリカ、ニュージャージー州プリンストンで行われた対戦の結果、6戦6敗だった。ただし、村上は中島哲也の著作にあったコンピュータ同士の棋譜を見て、「既に人間が勝てるレベルではない」と感じており、一勝することを目標にしていた。事実、対戦前から「自分はドン・キホーテのようなもの。まず負けます」と敗北を予想する答えをしている。村上とロジステロの対戦は、同年5月にチェスの世界チャンピオンのガルリ・カスパロフがディープ・ブルーに敗れてから3か月後のことであったが、村上自身はディープ・ブルーよりロジステロの方が性能は上であり、「これはもうオセロの戦いではなく、哲学の戦いだ」と考えていた。対戦の中盤過ぎで、観客やインターネット中継の視聴者は村上の負けが確定したのを知っていたが、村上は逆転の望みがないと分かりながらも対戦していた。当時、コンピュータ対戦用の戦法「ブック進行」が存在したが、暗記した進行をなぞるだけでは良い勝負を演出するだけと考え、使うことはなかった。
対戦後に帰国してからは、コンピューターに学んでプレーを向上させれば良いと思っていたが、日本では共感されず、批判する者が多かった。当時のオセロ界では、コンピュータが上だと明確に示す機会を避けて、オセロの価値を延命させるという考えが根強かったからである。ただし、村上の挑戦を評価する者も少なくなかった。
一方、オセロ開発者の長谷川五郎は生前、この対戦を正式なものではなく、人間の負けを認めていなかったとされる。村上は、長谷川は人間が負けたと心の中で分かっていても、正式に日本オセロ連盟としては認めたくなかったのではと述懐している。

## 戦績
- オセロ世界チャンピオン（1996年、1998年、2000年）
- 全日本選手権優勝（1996年、1998年）
- 名人戦優勝（2001年）

## 著書
- 『史上最強カラー図解 強くなるオセロ』（2011年2月14日、ナツメ社）ISBN 9784816350337